# Paal Brekke

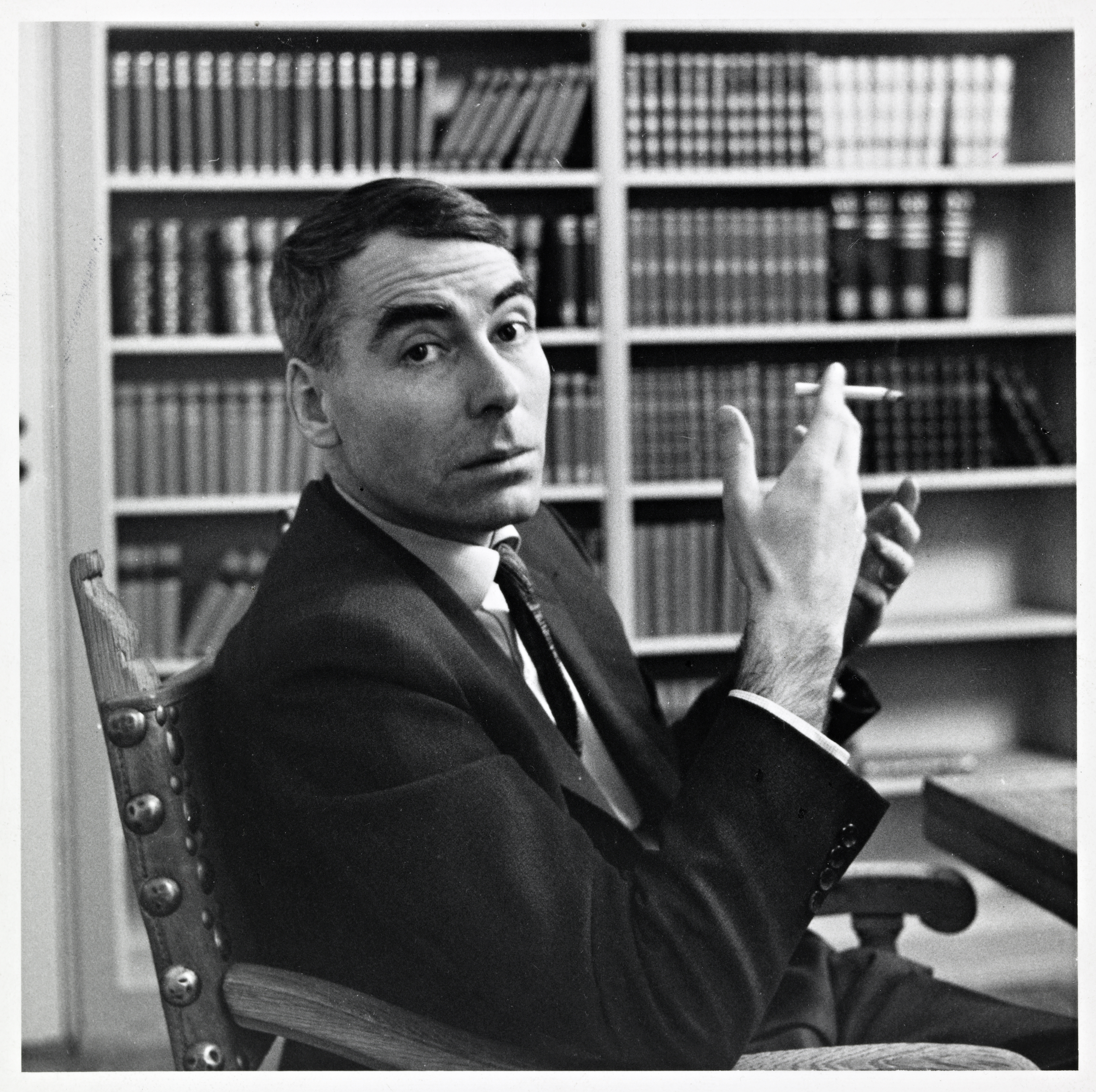
Paal Brekke

Paal Emanuel Brekke (* 17. September 1923 in Røros; † 2. Dezember 1993 in Oslo) war ein norwegischer Schriftsteller, Lyriker, Kritiker und Übersetzer.

## Leben
Paal Brekke war der Sohn eines Pfarrers. 1941 flüchtete er nach Schweden und studierte von 1941 bis 1945 Kunstgeschichte an der Universität Uppsala. Nach dem Ende der deutschen Besatzung zog er nach Oslo und war als Kunst- und Literaturkritiker tätig. Viele seiner ersten Gedichte, zum Beispiel in Jeg gikk så lange veier (Ich ging so weite Wege, 1945) waren „von den speziellen Problemen der Kriegs- und Flüchtlingssituation geprägt“. Sein Durchbruch als Vertreter der jungen modernistischen norwegischen Lyrik gelang ihm 1949 mit der Lyriksammlung Skyggefektning (Schattenfechten). Sie

„zeichnet sich durch eine nur noch von bestimmten Schlüsselwörtern zusammengehaltene, assoziative Bildersprache aus, mit der die >Brocken des Chaos< – so der bezeichnende Titel des ersten Teils – einer fragmentierten Wirklichkeitswahrnehmung auch formal ausgedrückt wurden.“

Ältere norwegische Schriftsteller verurteilten aufgebracht diesen Lyrikstil; Arnulf Øverland hielt einen polemischen Vortrag mit dem Titel Tungetale paa Parnasset (Zungenreden auf dem Parnass) gegen diese modernistische Lyrik. Die danach entstandene heftige Auseinandersetzung wurde als Tungedale-Debatte bezeichnet.
Brekke war von 1958 bis 1962 Herausgeber der Zeitschrift Diktets venner. Mit seinen Übersetzungen, unter anderen vor allem Das wüste Land von T. S. Eliot, machte Brekke in Norwegen die moderne europäische Lyrik bekannt und mit ihm gelang der norwegischen Lyrik „der Anschluss an die europäische Avantgarde“. In seinen späteren Gedichten kam Brekkes Erbitterung und Wut über die aktuellen politischen Erscheinungen zum Ausdruck.
1960 reiste Brekke nach Asien. Das Elend in der Dritten Welt und der Vietnam-Krieg beeinflussten sein weiteres Schreiben. 1962 erschien sein journalistischer Bericht und dokumentarischer Roman En munnfull av Ganges (Ein Schluck Ganges). Er gab mehrere Lyrik-Anthologien heraus, unter anderen 1955 Modernistisk lyrikk fra 8 land (Modernistische Lyrik aus 8 Ländern). 1970 und 1981 erschienen Sammelbände mit seinen Essays.

## Werke
- 1942: Av din jord er vi til (Lyrik)
- 1945: Jeg gikk så lange veier (Lyrik)
- 1946: På flukt (Roman)
- 1949: Skyggefektning (Lyrik)
- 1951: Aldrende Orfeus (Roman)
- 1953: Og hekken vokste kjempehøy (Roman)
- 1962: En munnfull av Ganges (Dokumentation)
- 1965: Det skjeve smil i rosa (Lyrik)
- 1968: Granatmannen kommer (Lyrik und Prosa)
- 1982: Før var jeg en fisk. Om dikt av barn og gamle (Essay)
- 1993: Skogsfuglen (Lyrik)
- 1994: Bestemor (Lyrik)
- Übersetzungen amerikanischer Lyrik (1957), japanischer Lyrik (1965) und indischer Lyrik (1979)

## Auszeichnungen
- Kritikerprisen (1972)
- Doblougpreis (1981)
- Übersetzerpreis des Norwegischen Kulturrates (1988)
- Riksmålsforbundets litteraturpris (1992)